# Ernesto Güemes Ramos
Ernesto Güemes Ramos (Sahagún, Lleó, 1902 – Ibídem, 1970) va ser un militar espanyol que va participar en la Guerra civil espanyola.

## Biografia
Militar professional, va participar en la Guerra del Rif.
Al començament de la Guerra civil es trobava retirat de l'Exèrcit, però ràpidament va tornar a unir-se, mantenint-se fidel a la República. En aquell moment ostentava el rang de capità d'infanteria. Durant la defensa de Madrid va guanyar notorietat entre les files republicanes. Al llarg de la contesa va ocupar diversos comandaments, com va ser la 24a Brigada Mixta, al capdavant de la qual va intervenir en la batalla del Jarama i posteriorment la 16a Divisió. L'abril del 1937 va passar a manar el III Cos d'Exèrcit, al Front del Centre. En la primavera de 1938 va ser posat al comandament d'una nova formació, l'anomenat Cos d'Exèrcit «A», que estaria a càrrec de defensar la Línia XYZ en la rodalia de València. L'agost aquesta formació va ser finalment canviada de nom com XXI Cos d'Exèrcit. Per a llavors Güemes ja ostentava el rang de Tinent coronel. Al capdavant d'aquest Cos d'Exèrcit va jugar un important paper durant la Campanya del Llevant mantenint les posicions de la Línia XYZ fins al final de la guerra.
Després del final de la contesa va ser capturat per les forces revoltades i condemnat a mort, encara que finalment la pena seria commutada per 30 anys de presó. Va sortir de la presó pocs anys després i va passar la resta de la seva vida fent classes particulars. Va morir el 1970.